# Schmuckflügelkotinga
Der Schmuckflügelkotinga (Xipholena atropurpurea), auch als Weißflügel-Pompadourkotinga oder Weißflügel-Purpurvogel bezeichnet, ist ein in Brasilien beheimateter, auffallend gemusterter Vogel aus der Familie der Schmuckvögel (Cotingidae).

## Beschreibung
Er erreicht eine Größe von 19 Zentimetern. Das Männchen hat einen schwarz-violetten Körper. Am Hinterrücken und am Bürzel ist das Gefieder blasser gefärbt. Der Schwanz ist kurz. Die Flügel sind weiß mit schwarzen Spitzen an den Schwungfedern. Die Iris ist weißlich. Die Oberseite ist beim Weibchen aschgrau. Am Kopf ist ein schwach angedeuteter Augenstreif zu erkennen. Die dunkleren Flügel sind weiß umsäumt. Der Schwanz ist dunkel gefärbt. Die Kehle ist blass grau und die weißliche Brust ist dunkel gesprenkelt. An der übrigen Unterseite ist das Gefieder grauweiß gefärbt. Seine Stimme ist hoch.

## Verbreitung

Verbreitungsgebiet des Schmuckflügelkotingas (grün)

Sein Vorkommen ist auf 13 geschützte Bereiche in den ostbrasilianischen Bundesstaaten Paraíba, Pernambuco, Alagoas, Sergipe, Bahia, Espírito Santo und Rio de Janeiro beschränkt.

## Lebensweise
Sein Lebensraum sind primäres Tiefland und die angrenzenden Vorberge des atlantischen Regenwaldes, meistens in küstennahen Wäldern. Im nördlichen Teil seines Verbreitungsgebietes kommt er im dichten Primärwald, in mehr gelichteten Wäldern und halb-laubabwerfenden Wäldern vor. Er ist aber auch in selektiv geschlagenen Primär- und Sekundärwäldern sowie in zersplitteten Waldparzellen zu finden.
Seine Nahrung besteht aus Früchten wie Maulbeeren, Mistelbeeren und Lorbeeren sowie aus Larven von Schmetterlingen und Geradflüglern. Er ist meistens alleine auf Obstbäumen anzutreffen, in Südbahia hat man ihn allerdings auch schon in Gesellschaft mit Drosseln oder der seltenen Südlichen Prachtkotinga beobachtet.
Die Männchen sind zwischen November und Februar in Paarungsbereitschaft und die Nester werden im Oktober oder November hoch in einer Astgabel errichtet.

## Status
Der Schmuckflügelkotinga hat eingeschränktes Verbreitungsgebiet. Er kommt in den Atlantikhängen von Alagoas und Pernambuco sowie in im Atlantischen Waldtiefland vor, Regionen die zu den Endemic Bird Areas zählen. Der Schmuckflügelkotinga ist mehr oder weniger auf die Schutzgebiete (insgesamt 992,2 km²) entlang der Küste beschränkt. Der Bestand ist stark zurückgegangen und das Verbreitungsgebiet wurde durch die großflächige Zerstörung der Tieflandwälder fragmentiert. Zwischen 1980 und 1997 gingen über 60 % des Lebensraums im Atlantischen Regenwald verloren. Jüngste Studien deuten jedoch auf eine größere Häufigkeit und auch eine größere Lebensraumtoleranz hin als früher angenommen. Zählungstransekte in zwei Gebieten in Bahia ergaben zwischen 310 und 1187 Individuen in 60,3 km²; anhand dieser Zahlen wird die Population innerhalb von Schutzgebieten auf 12.000 bis 13.000 Individuen hochgerechnet. Die weltweite Population wird auf 3400–13000 ausgewachsene Individuen geschätzt. Früher wurde die Art als stark gefährdet eingestuft. Eine Neubewertung des Ausmaßes des Vorkommens dieser Art im Jahr 2016 unter Verwendung eines Minimum-Konvex-Polygons zu ihrer Herabstufung auf gefährdet im Jahr 2017. Die wichtigsten Gebiete für diese Art sind offenbar die Reservate Pedra Talhada (IUCN-Kat. Ia; 43,8 km²), Una (IUCN-Kat. Ia; 187 km²) und Sooretama (IUCN-Kat. Ia; 279 km²), der Parque Estadual do Desengano (IUCN-Kat. II; 214 km²) und der Parque Nacional e Histórico do Monte Pascoal (IUCN-Kat. II; 223 km²).